# Schweizer Verband für Spital-, Heim- und Gemeinschaftsgastronomie
Der Schweizer Verband für Spital-, Heim- und Gemeinschaftsgastronomie (kurz: SVG) ist der grösste Schweizer Branchenverband der Spital-, Heim- und Gemeinschaftsgastronomie in Zofingen. Aus der durch initiative Führungskräfte gegründeten I.K.G. (Interessengemeinschaft der Kantinenleiter und Géranten) ist 1962 der SVG hervorgegangen.

## Geschichte
Engagierte Fachleute aus der Gemeinschaftsgastronomie schlossen sich 1959 zu einer noch unbenannten Interessengemeinschaft zusammen. Die Mitglieder der Interessengemeinschaft waren:
- Ida Berner (LvZ)
- Hilda Holenstein (Philipps)
- Hans Huber (Wild Heerbrugg)
- Willi Kunz (Escher Wyss)
- Arthur Reimann (Swissair)
- Alfred Speck (SBB Werkstätte)
- Hansruedi Steiger (Orell Füssli)

Im Jahr 1960 wurden mit Gründung der Interessengemeinschaft der Kantinenleiter und Géranten (I.K.G.) feste Strukturen geschaffen. Viele potentielle Mitglieder – vorab die Banken und Versicherungen mit ihren modernen Personalrestaurants – taten sich schwer mit dem Ausdruck Kantine. 1962 wurde die I.K.G. daher umbenannt in Schweizerischer Fachverband für Gemeinschaftsverpflegung.
1964 schufen Vertreter des SVG und des Schweizer Hoteliervereins SHV zusammen mit Vertretern von Schweizer Grossküchenfabrikanten die heute weltweit gültige Gastronorm. Der SVG gehört zu den Gründungsmitgliedern der Internationalen Fachmesse für Gemeinschaftsgastronomie IGEHO (1965 gegründet, heute Igeho).
1980 hat der SVG den SVG-Ausbildungslehrgang für Betriebsleiter-/innen von Personalrestaurants ins Leben gerufen. Nach den Pilot-Kursen von 1980/81 und 1982/83 wurde der Lehrgang 1984/85 durch das BIGA anerkannt. Bis 2011 führte der Ausbildungslehrgang mit BBT-Prüfung zum geschützten Berufstitel eidg. dipl. Betriebsleiter/-in der Gemeinschaftsgastronomie. Die Ausbildung wurde nach den Vorgaben des Bundesamtes für Berufsbildung und Technologie komplett neu konzipiert und führt seit 2012 als modular aufgebauter Lehrgang zum eidg. Diplom als Leiter Gemeinschaftsgastronomie.
Im Januar 1983 gründete der SVG die Stiftung zur Förderung der Ausbildung in der Spital-, Heim- und Gemeinschaftsgastronomie. Damit werden folgende Ziele verfolgt: Anbieten von Weiterbildungen, Aktivitäten zur Heranbildung neuer Berufsleute und Erstellung von Lehrmitteln und Publikationen. Ausserdem ist der SVG zusammen mit anderen Institutionen federführend beteiligt am BBT-Ausbildungslehrgang eidg. dipl. Betriebsleiter/-in der Gemeinschaftsgastronomie und gehört zu den Gründungsmitgliedern der Igeho. Erster Stiftungsratspräsident war Thomas Schmidheiny, Vizepräsident war der damalige Nationalrat Walter Röthlin, der bis 2002 – dannzumal als Präsident – im Stiftungsrat vertreten war.